# 교회의 창

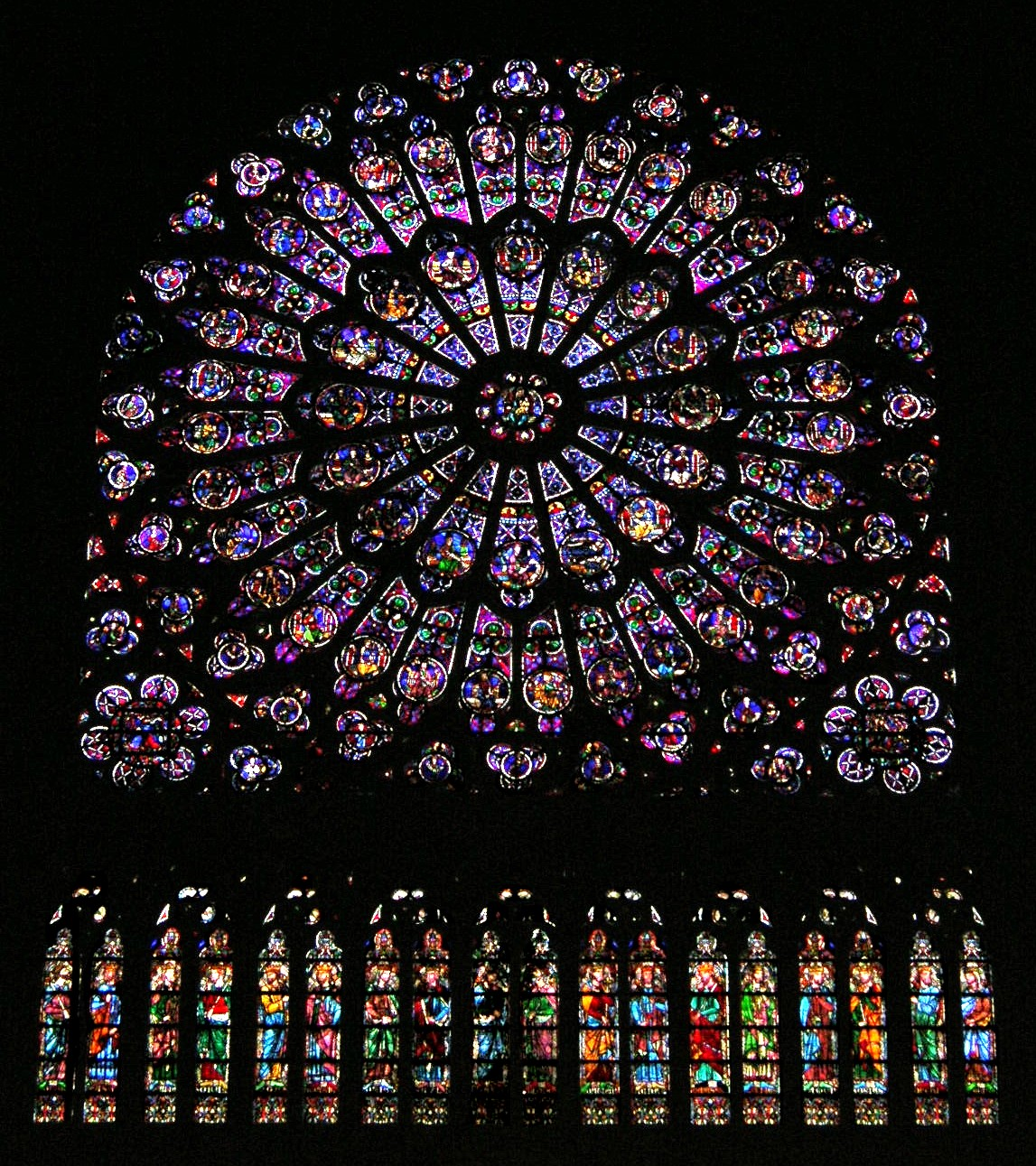
노트르담 대성당의 장미창

교회의 창 또는 교회 창은 대성당, 바실리카 및 기타 교회 건물 내의 창이다. 이 창들은 초기 기독교 이후 교회 건축의 중심 요소였다.

## 초기 기독교
처음부터 기독교 교회는 고대 사원과 달리 신자들이 모이는 장소로 의도되었다. 기독교 예배당이 처음 등장한 동부와 남부 사람들의 기질은 벽에 있는 큰 구멍, 즉 창문을 통해 많은 빛이 들어올 것을 요구했다. 초기 기독교 바실리카에는 대형 창문이 풍부하게 제공되었으며, 부분적으로는 이러한 목적을 위해 올려진 중앙 신도석에, 부분적으로는 측면 통로와 파사드에 배치되었다. 서유럽, 아니 오히려 로마의 영향을 받은 나라에서는 측면 통로에 창문이 있던 곳을 나중에 자주 지어지는 예배당과 부속물로 인해 더 이상 확실하게 식별할 수 없다. 그러나 동부에서는 교회 건물을 위해 고립된 장소를 선택하는 것이 관례였는데 큰 창문이 규칙이었다. 창문의 위치는 바실리카의 건축학적 요소에 따라 결정되었으며, 두 기둥 사이의 거리는 일반적으로 창문의 위치를 나타낸다. 그러나 동양에는 이 규칙에 대한 끝없는 예외가 있었다. 따라서 시리아의 바쿠사에서는 창문이 서로 가깝고 기둥 위에 있다. 칼라트-세만(Kalat-Seman)에서 각 기둥 사이 공간에는 두 개의 창이 있다. 일반적으로 나중에 로마 건축의 규칙이 된 것처럼 그룹으로 결합된 두 개 또는 세 개의 창은 소아시아의 초기 기독교 건축에서 자주 나타났다. 창의 형태는 거의 모든 곳에서 동일하다. 일반적으로 상단이 둥근 직사각형이지만 직선 상인방은 거의 없다. 후자가 사용될 때 일반적으로 쐐기 모양의 돌로 된 반원형 아치로 균형을 이룬다. 일반적으로 벽돌로 지어진 서유럽의 바실리카에서는 창문의 장식이 거의 불가능했으며 시리아의 석조 교회와 예외적으로 스폴레토 학교의 교회는 풍부한 윤곽과 리본 모양의 장식을 보여주었다.
샤를마뉴 시대와 나중에 로마네스크 예술이 시작될 때까지 이어진 혼란스러운 시기 중에서 당시 유행하던 창 건축에 대한 명확한 개념을 제공하는 기념물은 거의 남아 있지 않다. 하우프트(Haupt)의 연구에 따르면 초기 게르만 교회의 창문에는 일반적으로 속이 빈 돌인 둥근 아치가 위에 있었다. 아래쪽으로 갈수록 이 창문은 이상하게도 종종 위쪽보다 약간 더 넓다. 스페인, 영국, 프랑스에서는 말발굽 모양의 아치로 창문 여닫이를 마감하는 것이 드문 일이 아니었으며, 위쪽 부분은 비스듬히 세워진 두 개의 돌 통로, 즉 아치의 늑골처럼 형성되었다. 이 방법의 예는 영국의 디어허스트(Deerhurst)에서 볼 수 있다. 이 시기의 창은 내부와 외부가 매우 다른 경우가 많으며, 결합된 기둥과 장식된 아치볼트가 있는 프랑스의 생 제르맹 데 프레(Saint-Germain-des-Prés)에서와 같이 내부에서 더 풍부한 장식이 발견된다.

## 같이 보기
- 스테인드 글라스
- 교회 건축
- 장미창